# Anthracocentrus beringei
Anthracocentrus beringei es una especie de escarabajo longicornio del género Anthracocentrus, tribu Acanthophorini, orden Coleoptera. Fue descrita científicamente por Kolbe en 1898.
El período de vuelo ocurre durante los meses de enero y febrero.

## Descripción
Mide 45-85 milímetros de longitud.

## Distribución
Se distribuye por Etiopía, Kenia, Somalia, Tanzania y Sudán.